# Norcross (Minnesota)
Pour les articles homonymes, voir Norcross.
La ville américaine de Norcross est située dans le comté de Grant, dans l’État du Minnesota. Sa population s’élevait à 70 habitants lors du recensement de 2010.

## Source
- (en) Cet article est partiellement ou en totalité issu de l’article de Wikipédia en anglais intitulé « Norcross, Minnesota » (voir la liste des auteurs).